# Clay County (Arkansas)
|  | For artikler om andre amter med samme navn, se Clay County |
Clay County er et county i den amerikanske delstat Arkansas.
36°22′39″N 90°26′07″V / 36.3775°N 90.435277777778°V